# Ronald Nicholas Lamond Hopkins
Ronald Nicholas Lamond Hopkins, avstralski general, * 24. maj 1897, † 24. november 1990.